# Corinne Michelle West
 Corinne Michelle West (* 1908 in Chicago; † 1991 in New York City) war eine amerikanische Malerin. Sie benutzte auch die Namen Mikael West und Michael West. Sie war eine abstrakte Expressionistin und eines der wenigen weiblichen Mitglieder der New York Art School-Bewegung.

## Leben und Werk
West war die Tochter von William Porter West Jr. und May Westerman. Ihre Mutter war die jüngere Schwester des politischen Karikaturisten Harry James Westerman. Sie verbrachte ihre Kindheit in Ohio und in Cincinnati. Dort besuchte sie mit 17 Jahren das Cincinnati Conservatory of Music, bevor sie sich 1925 an der Cincinnati Art Academy einschrieb. Zu diesem Zeitpunkt war sie Konzertpianistin und studierte Porträtmalerei bei John Ellsworth Weis und Frank Harmon Myers. 1930 schloss sie an der Cincinnati Art Academy ihr Studium ab und heiratete 1931 in Cincinnati den Theaterschauspieler Randolph Nelson. Die Ehe wurde bald geschieden und 1932 zog sie nach New York. Hier studierte sie Kunst an der Art Students League of New York als Mitglied der ersten Klasse von Hans Hofmann. Sie verließ seine Klasse nach sechs Monaten, weil sie der Meinung war, dass seine Gefolgschaft zu kultisch war. Sie wechselte in die Klasse von Raphael Soyer und studierte 1934 bei Kenneth Hayes Miller.
1934 lernte sie durch Lorenzo Santillo den Künstler Arshile Gorky kennen. West und Gorki hatten jahrelang eine innige Beziehung. Sie soll von Gorki sechs Mal einen Heiratsantrag bekommen haben, den sie jedes Mal ablehnte, da sie ihre Unabhängigkeit bewahren wollte. Gorki ermutigte sie dazu, ihren Namen von Corinne in Michael zu ändern. Sie änderte 1941 ihren Namen in Michael, in der Hoffnung, mehr beruflichen Erfolg zu haben, wie auch ihre Künstlerkolleginnen Lee (Lenore) Krasner und George (Grace) Hartigan. Vielleicht ermutigt durch die Namensänderung von Gorki, wählte sie zunächst die russisch klingende Schreibweise Mikael, änderte die Schreibweise jedoch später in Michael. Sie arbeitete in den 1940er und 1950er Jahren sowie während des Aufkommens des Minimalismus in den 1960er und 1970er Jahren weiterhin unter dem Namen Michael.
1935 zog sie nach Rochester (New York), wo sie am Rochester Arts Club teilnahm. Ihr Porträt von Manuella wurde von der Kritik gelobt, als sie es im selben Jahr in der Rochester Memorial Art Gallery ausstellte. In den späten 1930er und frühen 1940er Jahren stellte West wiederholt in Einzel- und Gruppenausstellungen in Rochester aus. 1946 zog West zurück nach Manhattan und engagierte sich in der Kunstkultur der Nachkriegszeit in New York City.
Sie heiratete 1948 den Avantgarde-Filmemacher und Fotografen Francis Lee, mit dem sie im folgenden Jahr ihr einziges Kind, Lionel Sardofontana Lee, bekam. Als häufiger Gastgeber zahlreicher surrealistischer Exilanten in New York knüpfte ihr Ehemann Kontakte zu Künstlern wie Joan Miró und Robert Motherwell sowie zu einflussreichen Kritikern wie Harold Rosenberg. Durch solche Beziehungen lernte West die Künstlerkollegen Jackson Pollock und Richard Pousette-Dart kennen. 1960 ließen sich West und Lee scheiden.
1976 erlitt West einen Schlaganfall, was sie jedoch nicht daran hinderte, weiter zu malen. Sie starb 1991 in ihrer Wohnung in New York City.
In den 1940er Jahren schrieb sie eine Reihe von 50 Gedichten, darunter 1942 das Gedicht The New Art. 1968 malte sie eine Reihe von Gedichtgemälden zum Vietnamkrieg.
Als West 1991 starb, ohne dass sich ein Testament fand oder Erben sich für ihren Nachlass interessierten, übernahm die Stadt New York City das Sorgerecht für ihre Wohnung in der Upper West Side. Nur durch Zufall erfuhr der Kunstfotograf Stuart Friedman, der einige Jahre zuvor ein West-Gemälde in einem Gebrauchtwarenladen gekauft hatte, rechtzeitig von dem städtischen Verkauf und machte das offensichtlich einzige Angebot zum Kauf ihrer Gemälde und des Archivs. Er lagerte es in seiner Garage in Westchester, bis 2019 Hollis Taggart das gesamte Grundstück kaufte.
Das 2021 gegründete Michael Corinne West Catalogue Raisonné Project (MCWCR) wird über ein digitales Werkverzeichnis und Archiv verfügen und wichtige Verbindungen zwischen Wests Werk und ihren Texten, Gedichten, Korrespondenzen und Überlegungen zu Kunst und Ausstellungen herstellen.

## Gemälde (Auswahl)
- A Girl with a Guitar (1944)
- Harlequin (1946)
- Transfiguration (1948)
- Blue Figure (1948)
- Nihilism (1949)
- Dagger of Light (1951)
- Flowers (1952)
- Road to the Sea (1955)
- Blinding Light
- Space Poetry (1956)
- Study (1957)
- Green Apple (1959)
- Vietnam Summer (1963)
- Untitled (1974)
- Save the Tiger (1980)
- Gento Niese (1978)

## Ausstellungen (Auswahl)
- 1936: erste Einzelausstellung im Rochester Art Club
- 1945: zusammen mit Mark Rothko und Milton Avery in einer Gruppenausstellung in der Pinacotheca Gallery
- 1948: Rose Fried Gallery
- 1951: Stable Gallery, Manhattan
- 1953: mit Willem de Kooning, Philip Guston und Franz Kline in der Stable Gallery, Manhattan
- 1957: Einzelausstellung in der Uptown Gallery in New York City
- 1958: Einzelausstellung in der Domino Gallery in Georgetown, Washington, D.C.
- 1963: Einzelausstellung in der Granite Gallery
- 1979: Letzte Ausstellung bei Woman Art Gallery
- 1991: Michael West: Painter-Poet, Pollock-Krasner House Foundation
- 2019: Space Poetry: The Action Paintings of Michael West, Hollis Taggart Gallery, New York City[4]
- 2010: Galerie der Art Resource Group in Newport Beach, Kalifornien[5]
- 2023: Action, Gesture, Paint: Women Artists and Global Abstraction 1940-1970, Whitechapel Gallery in London